# Балавадзе, Бенедикт Константинович
Бенедикт Константинович Балавадзе (груз. ბენედიქტ კონსტანტინოვიჩ ბალავაძე; 1909 — 2010) — советский и грузинский учёный в области геофизики, доктор физико-математических наук (1955), профессор (1956), академик АН Грузинской ССР (1974). Лауреат Государственной премии Грузии (1994). Заслуженный деятель науки Грузинской ССР (1962).

## Биография
Родился 25 июня 1909 года в селе Ганири Кутаисского уезда Кутаисской губернии Российской империи.
С 1926 по 1931 год обучался на физико-математическом факультете Тбилисском государственном университете. С 1931 по 1933 год обучался в аспирантура Института физики земли АН СССР под руководством профессора Г. А. Гамбурцева.
С 1930 по 1931 год на научной работе в Тбилисской магнитной обсерватории в качестве научного сотрудника магнитного отделения. С 1933 года на научно-исследовательской работе в Геофизическом институте Грузинского филиала Академии Наук СССР (с 1950 года — Институт геофизики АН Грузинской ССР) организатор и первый руководитель отдела гравиметрии, с 1972 по 1987 год — директор этого института. 
С 1968 по 1989 год одновременно с научной занимался и педагогической работой в Тбилисском государственном университете, был организатором и первым заведующим 
кафедры геофизических методов разведки географо-геологического факультета, с 1976 по 1989 год — заведующий кафедрой геофизики и одновременно организатор и руководитель гравиметрической лаборатории этого университета. Одновременно с этим являлся председателем истории естествознания и техники Президиума АН Грузинской ССР — НАН Грузии.

### Научно-педагогическая деятельность и вклад в науку
Основная научно-педагогическая деятельность была связана с вопросами в области геофизики, занимался исследованиями в области физики Земли, в том числе гравиметрии. Впервые в Советском Союзе разработал методику экспериментального определения в модельных исследованиях и полевых условиях вертикального градиента силы тяжести, им была так же создана методика общей гравиметрической съемки высокогорных районов Крыма, Кавказа, Копетдага и Урала.
В 1937 году защитил кандидатскую диссертацию по теме: «Применение гравитационного метода к разведке пластовых месторождений», в 1955 году защитил докторскую диссертацию на соискание учёной степени доктор физико-математических наук по теме: «Электродные процессы в двух-атомных спиртах». В 1956 году ВАК СССР ему было присвоено учёное звание профессор. В 1967 году был избран член-корреспондентом, а в 1974 году — действительным членом АН Грузинской ССР.  Б. К. Балавадзе было написано более двухсот научных работ, в том числе двадцати монографий и более двадцати изобретений под его руководством было выполнено пять докторских и двадцать кандидатских диссертаций.
Скончался 26 марта 2010 года в Тбилиси.

## Основные труды
- Наблюдения земных приливов в Тбилиси / Б. К. Балавадзе, К. З. Картвелишвили ; [АН ГССР. Ин-т геофизики]. - Тбилиси : Мецниереба, 1972.
- Геолого-геофизические исследования в районе Ингурской ГЭС : Тр. первого координац. совещ., май 1979 г. [пос. Джавари] / [Гл. ред. Б. К. Балавадзе]. - Тбилиси : Мецниереба, 1981. - 360 с.
- Институт геофизики : К 50-летию ин-та, 1933-1983 гг. / АН ГССР; Отв. ред. Б. К. Балавадзе. - Тбилиси : Мецниереба, 1983. - 144 с.
- Приливы в твердом теле Земли / Б. К. Балавадзе, К. З. Картвелишвили. - Тбилиси : Мецниереба, 1984. - 173 с.
- Наклоны и деформации земной коры в районе Ингурской ГЭС / Б. К. Балавадзе, В. Г. Абашидзе. - Тбилиси : Мецниереба, 1985. - 116 с.
- Параванское землетрясение 13 мая 1986 г. / И. С. Кулошвили, М. С. Иоселиани, Л. К. Дарахвелидзе и др.; Отв. ред. Б. К. Балавадзе, В. К. Чичинадзе; АН СССР, Междувед. совет по сейсмологии и сейсмостойк. стр-ву. - М. : Наука, 1991. - 127 с.  ISBN 5-02-003863-6[5]

## Награды и премии
- Орден Трудового Красного Знамени
- Государственная премия ГССР (1994)
- Заслуженный деятель науки ГССР (1962)[1][2][3][4]